# Bezirk Tarnopol
Bezirk Tarnopol – dawny powiat (Bezirk) kraju koronnego Królestwo Galicji i Lodomerii, funkcjonujący w latach 1854–1867. Siedzibą starostwa było miasto Tarnopol.

## Historia
Bezirk Tarnopol utworzono w ramach reformy uwłaszczeniowej z okresu Wiosny Ludów (1848–1849), która likwidowała jurysdykcję właściciela ziemskiego nad poddanymi. W Galicji, dominium – jako podstawowa jednostka administracyjna i filar systemu feudalnego straciło rację bytu. Konieczne stało się zatem wprowadzenie nowego systemu administracyjnego, którego zręby powstały w latach 1851–1855. Nowy trójstopniowy podział administracyjny objął 21 cyrkułów (niem. Kreise), 179 małych powiatów (niem. Bezirke) i ponad 6000 gmin (niem. Gemeinde).
Bezirk Tarnopol objął obszar o wielkości 7,2 mil², zamieszkany przez 36.464 ludzi i podzielony na 28 gmin katastralnych, w tym jedno miasto (Tarnopol). Wszedł w skład cyrkułu tarnopolskiego, jako jeden z jego dziewięciu powiatów.
Po nadaniu Galicji autonomii oraz powołaniu samorządu gminnego i powiatowego w 1865 zlikwidowano cyrkuły (Kreise). Dotychczasowe małe powiaty (Bezirke) w liczbie 179, utrzymały się do 1867 roku, kiedy to w następstwie kolejnej reformy administracyjnej (23 stycznia 1867) zostały zastąpione przez 74 większych powiatów. Obszar zniesionego Bezirk Tarnopol wszedł wtedy w całości w skład nowego powiatu tarnopolskiego.

## Podział administracyjny (1854)
| Lp. | Gmina jednostkowa                | Powierzchnia | Ludność | Powiat w 1867 po zniesieniu |
| --- | -------------------------------- | ------------ | ------- | --------------------------- |
| 1   | Tarnopol (M)                     | 8660         | 14975   | tarnopolski                 |
| 2   | Rusianówka                       | 339          | 181     | tarnopolski                 |
| 3   | Toustoług                        | 1474         | 688     | tarnopolski                 |
| 4   | Bajkowce z Połczykiem            | 1853         | 570     | tarnopolski                 |
| 5   | Smykowce                         | 1017         | 629     | tarnopolski                 |
| 6   | Kipiaczka                        | 1062         | 525     | tarnopolski                 |
| 7   | Zaścianka i Kisilówką            | 1216         | 487     | tarnopolski                 |
| 8   | Czernielów Ruski z Samborówką    | 1223         | 507     | tarnopolski                 |
| 9   | Czołhańszczyzna                  | 661          | 370     | tarnopolski                 |
| 10  | Stupki                           | 1541         | 485     | tarnopolski                 |
| 11  | Biała                            | 2903         | 629     | tarnopolski                 |
| 12  | Czystyłów                        | 1067         | 507     | tarnopolski                 |
| 13  | Kutkowce                         | 2006         | 484     | tarnopolski                 |
| 14  | Proniatyn                        | 1715         | 453     | tarnopolski                 |
| 15  | Chodaczków Wielki                | 4158         | 1409    | tarnopolski                 |
| 16  | Zabojki                          | 2388         | 948     | tarnopolski                 |
| 17  | Denysów                          | 4936         | 1442    | tarnopolski                 |
| 18  | Kupczyńce z Marianką i Józefówką | 8559         | 2386    | tarnopolski                 |
| 19  | Ostrów                           | 3369         | 1117    | tarnopolski                 |
| 20  | Bucniów z Kalasantówką           | 4401         | 1411    | tarnopolski                 |
| 21  | Berezowica Wielka                | 3805         | 1250    | tarnopolski                 |
| 22  | Zagrobela                        | 1507         | 495     | tarnopolski                 |
| 23  | Janówka                          | 896          | 326     | tarnopolski                 |
| 24  | Petryków                         | 1958         | 640     | tarnopolski                 |
| 25  | Dołżanka                         | 3465         | 1051    | tarnopolski                 |
| 26  | Domamorycz                       | 1244         | 738     | tarnopolski                 |
| 27  | Draganówka                       | 3495         | 1116    | tarnopolski                 |
| 28  | Poczapińce                       | 1060         | 645     | tarnopolski                 |

Objaśnienie:
(M) = miasto; (m) = miasteczko